# Vattenhårdhet

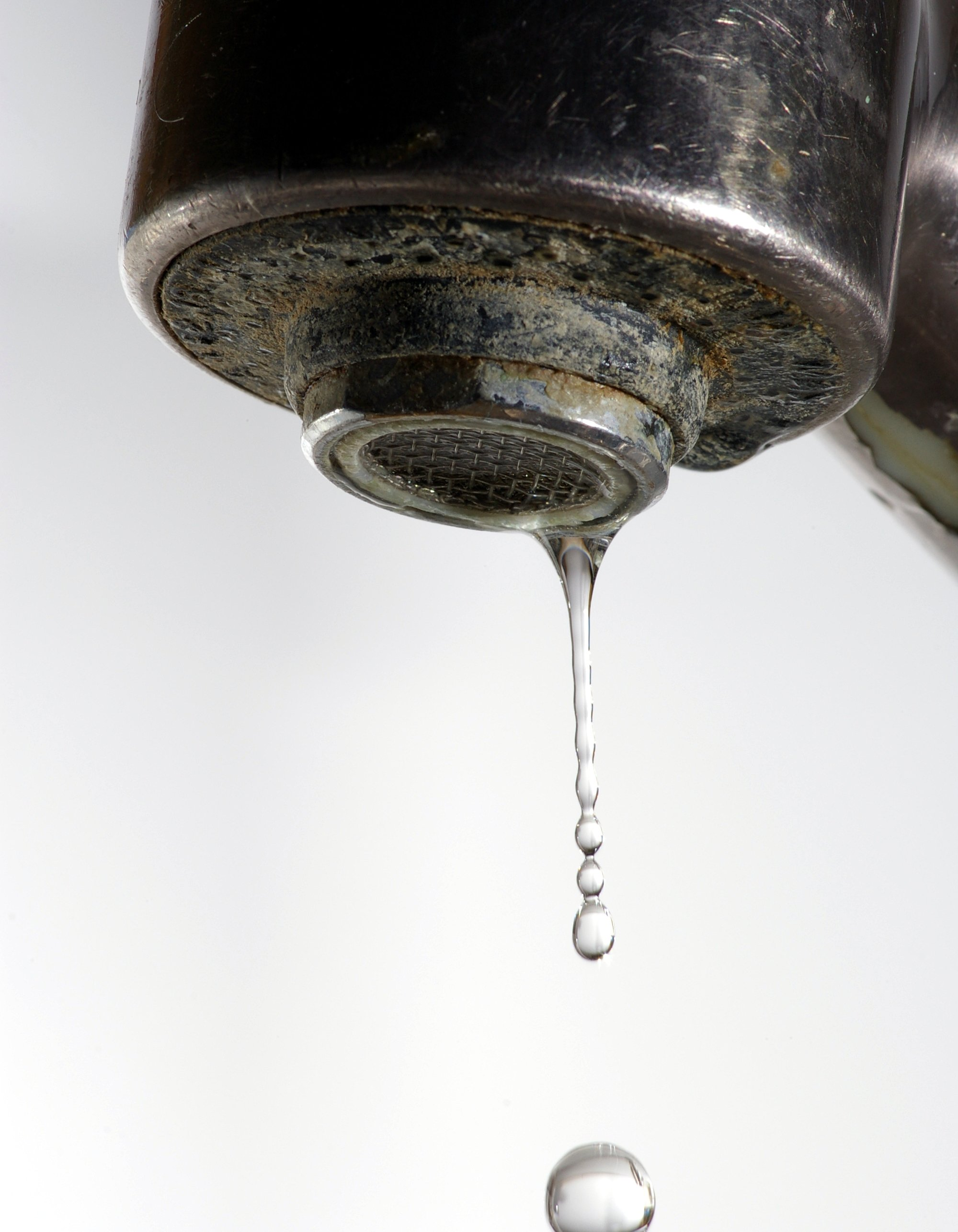
En tappkran som visar tecken på kalcifiering som uppkommit genom användandet av hårt vatten

Vattenhårdhet är ett mått på hur mycket mineraler vattnet innehåller, främst är det kalcium- och i mindre omfattning magnesiumjoner som avses. Vatten med en hög halt av dessa joner kallas hårt vatten. Vatten med låg halt av dessa joner kallas mjukt vatten.
Hårt vatten är normalt inte hälsoskadligt för djur och människor, men det kan orsaka problem vid annan användning av vattnet. I vattenkokare kan till exempel hårt vatten resultera i att kalkavlagringar bildas. I ångpannor kallas sådana avlagringar för pannsten och leder till förluster i nyttiggjord energi eftersom pannstenen leder värme 37 gånger sämre än järn.  För att motverka detta används antipannstensmedel, till exempel soda. Med tvål bildar hårt vatten så kallad kalktvål, det vill säga svårlösliga salter av fettsyror från tvålen och kalciumjoner.
I Sverige anges vattenhårdhet i tyska hårdhetsgrader, °dH (°dH = grad deutscher Härte), där 1 °dH motsvarar 10 mg kalciumoxid (CaO, kalk) per liter vatten. Andra måttenheter för vattenhårdhet är franska hårdhetsgrader (fH = TH), där 1° motsvarar 10 mg "kolsyrad" kalk (kalciumkarbonat, CaCO3) per liter vatten = 0,56 °dH, och engelska hårdhetsgrader (Clarke = eH), där 1° motsvarar 14,3 mg kalciumkarbonat per liter vatten = 0,8 °dH. 

## Dricksvattnet i Sverige
Det mesta kommunala dricksvattnet inklusive grundvattnet i Sverige är mjukt, vilket beror på att största delen av Sverige har en sammansättning av urberg och morän vilket gör såväl ytvattnet som grundvattnet mjukare. På många platser och särskilt i landets kalkrika områden är dricksvattnet i de kommunala ledningarna hårt. Exempel på regioner med naturligt hårt grundvatten är Uppsalaslätten, Öland, Gotland och större delen av Skåne. Det dricksvatten som rinner i Skånes största tätorter Malmö, Lund och Helsingborg är däremot mjukt, vilket beror på att vattendistributionen till stor del sköts med att vatten tas från Bolmentunneln (4–7 ºdH) eller avhärdas såsom vid Vombsjön (6–7 ºdH). Även Uppsala gick under 2007 över från hårt till medelhårt vatten (från 13–14 ºdH till ca 7–9 ºdH) med hjälp av avhärdare, som tar bort kalken. Tendensen går mot mjukare vatten i ledningarna på grund av miljökrav, då hårt vatten bland annat kan leda till att koppar löses ut i varmvattenledningarna, och att kalken orsakar större slitage på maskiner då de kalkas igen. Ventiler som används sällan kan fastna. Stockholms dricksvatten är mjukt, 5–6 ºdH. Göteborgs dricksvatten är ännu mjukare, 2,7–3,3 ºdH. 

## Bestämning av vattenhårdheten
Vattnets hårdhet bestäms i fält och på mindre vattenverk med en metod som kallas komplexometrisk titrering, där man använder en metalljonindikator eriokromsvart T eller kalkonkarbonsyra och titratorn EDTA. Indikatorn eriokromsvart T används med provet buffrat till pH=10 och indikatorn kalkonkarbonsyra används med provet buffrat till pH=12. Skillnaden är att med eriokromsvart T fås summan av Ca och Mg koncentrationer medan med kalkonkarbonsyra fås enbart Ca-koncentrationen. Den fria indikatorn ger i båda fallen en blå lösning medan i kombination med Mg eller Ca-joner blir det en rödaktig färg på lösningen. Titrering med EDTA gör att metalljonerna binds till EDTA varför indikatorkomplexet sönderdelas och den blå färgen återkommer. På större kommunala vattenlaboratorier och kommersiella laboratorier används även spektroskopiska metoder som Inductively Coupled Plasma (ICP) kopplat till Optical Emission Spectroscopy (ICP-OES) eller MS Mass Spectrometer, ICP-MS. Med dessa metoder förgasas och joniseras provet i ett plasma vid höga temperaturer.

## Hälsoeffekter
Världshälsoorganisationen säger att "det verkar inte finnas något övertygande bevis för att vattenhårdhet kan orsaka dålig hälsa hos människor". National Research Council har till och med funnit att hårt vatten faktiskt kan utgöra ett diettillskott för kalcium och magnesium.
En del studier har hittat ett svagt omvänt samband mellan vattnets hårdhet och hjärt- och kärlsjukdomar hos män, upp till en nivå på 170 mg kalciumkarbonat per liter vatten. Världshälsoorganisationen har undersökt bevisen och dragit slutsatsen att data var otillräckliga för att göra en rekommendation för nivå på hårdheten.
Rekommendationer har gjorts för max- och minvärden för kalcium (40–80 ppm) och magnesium (20–30 ppm) i dricksvatten, och en total hårdhet uttryckt som summan av kalcium- och magnesiumkoncentrationer på 2 – 4 mmol/L.
Andra studier har visat på en svag korrelation mellan kärlhälsa och vattenhårdhet.
En del studier korrellerar användning av hårt vatten i hushållet med ökat eksem hos barn.
"Softened-Water Eczema Trial" (SWET), är ett multicenter randomiserat kontrollerat försök med jonbytesmjukgörare för att behandla barndomseksem, som genomfördes 2008. Ingen påtaglig skillnad i lättnad av symptom hittades dock mellan barn med tillgång till en vattenmjukgörare i hemmet och de som var utan.

## Tabeller över vattenhårdhet
| Hårdhet [°dH] | Benämning   |
| ------------- | ----------- |
| 0–6           | Mjukt       |
| 7–13          | Medelhårt   |
| 14–20         | Hårt        |
| >20           | Mycket hårt |

| Hårdhet [°dH] | Slag av vatten            |
| ------------- | ------------------------- |
| 1–2,5         | Regnvatten                |
| 3,2           | Dricksvatten              |
| 4–8           | Flodvatten                |
| 5–12          | Insjövatten               |
| 12–36         | Brunns- och källvatten    |
| 36–120        | Brunnsvatten på kalklager |

| Hårdhet [°dH] | Användbarhet i ångpannor |
| ------------- | ------------------------ |
| <10           | Gott matarvatten         |
| 10–30         | Brukbart                 |
| 30–50         | Dåligt                   |
| >50           | Obrukbart                |

Jämförbara (avrundade) värden 
| mmol/l | °dH | °fH | °Clarke |
| ------ | --- | --- | ------- |
| 0      | 0   | 0   | 0       |
| 1,1    | 6   | 11  | 8       |
| 1,2    | 7   | 12  | 9       |
| 2,9    | 16  | 29  | 20      |
| 3,0    | 17  | 30  | 21      |
| 3,7    | 21  | 37  | 26      |
| 3,8    | 22  | 38  | 27      |
| 6,2    | 35  | 62  | 44      |